# Mugur Bolohan
Cristian Mugur Bolohan (n. 28 mai 1976, Suceava, România) este un antrenor român de fotbal și fost jucător.

## Trofee
Rapid București
- Liga I: 1998–99
- Cupa României: 1997–98
- Supercupa României: 1999

Dinamo București
- Liga I: 2001–02, 2003–04
- Cupa României: 2000–01